# Christian Bernadac
Pour les articles homonymes, voir Bernadac.
Christian Bernadac, né le 1er août 1937 à Tarascon (aujourd'hui Tarascon-sur-Ariège) et mort le 12 décembre 2003 à Compiègne, est un journaliste et écrivain français. Dans les années 1960-1970, ses ouvrages sur la déportation connaissent un succès public considérable.

## Biographie
Christian Bernadac est le fils de Robert Bernadac, commissaire de police et résistant, et de Marcelle Rousse (1918-2018),. Il épouse le 2 décembre 1961 Thérèse Mahaut. Ils ont un fils : Édouard, romancier et scénariste.
Pratiquant la natation, il est champion de France scolaire en crawl et nage sur le dos (1947-1953).

### Journaliste
Diplômé de l'École supérieure de journalisme de Paris, il est journaliste militaire, journaliste à Europe no 1, puis créateur d’Inter 3, premier journal télévisé national d'information de la troisième chaîne française le 31 décembre 1972. Le lundi 6 janvier 1975, Christian Bernadac prend ses fonctions de rédacteur en chef de TF1, l'ORTF ayant cessé d'exister la veille à minuit. Christian Bernadac est à l'origine du choix des trois présentateurs qui feront le succès de la chaîne : Roger Gicquel au 20 heures en semaine, Yves Mourousi au 13 heures en semaine, et Jean-Claude Bourret au 13 heures et au 20 heures le week-end. Christian Bernadac devint responsable du département Documentaires de la première chaîne de télévision, à partir de 1981.

### Écrivain
Il est auteur de douze livres sur la Déportation, réunis ensuite par l'éditeur sous le titre Déportation (I, II, III, IV). Le succès de la série est tel qu'il est de loin le plus gros vendeur des éditions France-Empire, dans les années 1960-1970. La valeur historique de ces ouvrages n'est toutefois pas reconnue par les historiens universitaires de la Seconde guerre mondiale, non plus que par la plupart des rescapés des camps de concentration, dont Germaine Tillion, très sévère envers un publiciste peu scrupuleux.

#### L'opinion de Bertrand Hamelin
Du point de vue historique, Bernadac n'a non seulement jamais eu de comptes rendus de ses livres dans les revues scientifiques, ce qui explique, selon l'historien Bertrand Hamelin, la « rapide dévalorisation des livres du journaliste », mais est, de surcroît, par la suite sévèrement critiqué par plusieurs historiens et devient « synonyme de médiocrité ou de vulgarité ». Cependant, Bertrand Hamelin estime que si le travail de Bernadac n'est pas cité par les historiens français (alors qu'il l'est par des historiens étrangers) ce serait plus dû à sa mauvaise réputation établie dans le milieu universitaire qu'à la véritable nature de ses écrits. Hamelin déplore par exemple la non prise en compte de la masse des témoignages rapportée par Bernadac dans ses ouvrages et cite, par exemple, le cas de l'erreur longtemps propagée du nombre de victimes du « Train de la mort », « faute d'avoir utilisé le seul travail alors publié sur la question »,,.

## Publications

### Déportation
- Aux Éditions France-Empire :
  - Les Médecins maudits, septembre 1967
  - Les Médecins de l'impossible, octobre 1968
  - Les Sorciers du ciel, octobre 1969
  - Le Train de la mort, novembre 1970
  - Les Mannequins nus (Auschwitz, tome I), octobre 1971
  - Le Camp des femmes (Ravensbrück, tome II), septembre 1972
  - Kommandos de femmes (Ravensbrück, tome III), 1973
  - Les 186 Marches (Mauthausen I), septembre 1974
  - Le Neuvième Cercle (Mauthausen II), septembre 1975
  - Des jours sans fin (Mauthausen III), septembre 1976
  - L'Holocauste oublié, le massacre des Tziganes, octobre 1979
  - Le Rouge-gorge, novembre 1980

Le Glaive et les Bourreaux
- Aux Éditions France-Empire :
  - I. - La Toile d'araignée - La montée du nazisme
  - II. - Les Trompettes de Berlin - Le triomphe du Nazisme
  - III. - L'Ordre SS
  - IV. - La Gestapo - L'État-prison
  - V. - La Luftwaffe
  - VI. - La Kriegsmarine
  - Les Assassins - Le front de l'Est, 1984

### Essais historiques
- Aux Éditions France-Empire :
  - L'Exécution de Budapest, mai 1966
  - Le Passe-montagne, août 1975, adapté à l'écran, téléfilm diffusé en 1975[3]
  - Dagore, Les Carnets secrets de la Cagoule, juin 1977
  - Le Mystère Otto Rahn - Du catharisme au nazisme (Le Graal et Montségur), août 1978
  - Madame de... qui vivait nue parmi les ours, au sommet des Monts Perdus, 1984
  - La Femme nue des Pyrénées
- Chez d'autres éditeurs :
  - Train 7909 destination Dachau, Michel Lafon, 1994
  - Les Victorieux, Michel Lafon, 1994
  - Les Possédés de Chaillot, en collaboration avec S. Fourcassié, J.-C. Lattès
  - La Libération des camps. Le dernier jour de notre mort, Michel Lafon, 1995
  - Dictionnaire du Désespéranto, le langage des camps, Michel Lafon, 1999
  - L'Incroyable mais Véritable Histoire de Martin Guerre, Éd. Resonances

### Régionalisme (Ariège)
- Macarel ! polémiques ariégeoises, Éditions Résonances, 1980 ; rééd. C. Lacour, 1999.
- La Cuisine du comté de Foix et du Couserans, Éd. Denoël/Résonances, 1982 ; rééd. C. Lacour, 1999

### Romans
- Djebel Tour, Albin Michel, 1992  (ISBN 978-2226061942).
- Le Complot des lépreux, Belfond
- Le Manchot Empereur, J.-C. Lattès

### Art
Sur George Sand
- Dessins, aquarelles, dendrites de George Sand : Les Montagnes bleues, Belfond[10]

## Récompenses et distinctions
Christian Bernadac reçoit les prix suivants :
- prix Littré 1969, pour Les Médecins de l'impossible[2] ;
- prix Henri-Malherbe 1971[2],[11], pour Le Train de la mort.